# Antoine de la Hubaudière
Antoine de La Hubaudière, né le 27 novembre 1744 à Parcé (Ille-et-Vilaine) et mort assassiné par des insurgés chouans le 13 mai 1794 à Beaucé (Ille-et-Vilaine), est un ingénieur des Ponts et Chaussées devenu du fait de son mariage directeur d'une importante manufacture de faïence de Quimper, connue après lui par la marque « HB ».

## Biographie

### Origines familiales et formation
Né dans la région de Fougères, ancienne place forte située à l'est de la province de Bretagne, 
Antoine est le fils d'Antoine François de la Hubaudière, avocat au Parlement de Bretagne et de Julienne Jacquine Thomelier, fille d'un procureur du présidial de Rennes. 
Il devient ingénieur des Ponts et Chaussées. 

### Carrière sous l'Ancien Régime
Il est affecté à Quimper en 1768 avec le grade d'ingénieur en second.
Dans le cadre de son travail d'ingénieur des Ponts et Chaussées, Antoine de la Hubaudière dessine entre autres une carte du réseau hydrographique de la région de Quimper, dessinée à l'encre de Chine et sans doute destinée à repérer les prises d'eau potable pour la ville de Quimper qui manquait de fontaines, qui EST conservée à la Bibliothèque bretonne de la médiathèque des Ursulines de Quimper.
Le 14 octobre 1771, il épouse dans l'église de Locmaria, Marie Élisabeth Caussy, fille du faïencier Pierre Caussy, qui est à la tête de la faïencerie fondée en 1708 par Pierre Bousquet. 
En 1776, Antoine de la Hubaudière prend la direction l'entreprise de son beau-père. Devenu faïencier, il créa la signature « H », plus tard « HB », deux lettres de son patronyme, célèbre[réf. nécessaire] marque de fabrique de la faïencerie.

### Période de la Révolution française (1789-1794)
En 1789 commence la Révolution française :
- 1789 : monarchie constitutionnelle (Assemblée nationale constituante)
- septembre 1792 : Première République (Convention nationale)
- septembre 1793 : instauration du régime de la Terreur (qui prend fin en août 1794, après sa mort)
- novembre 1793 : l'armée catholique et royale des insurgés vendéens traverse l'Ille-et-Vilaine, puis est écrasée à Savenay (Loire-Inférieure)
- 1794 : début de la Chouannerie dans les départements bretons

### Mort et funérailles
Le 13 mai 1794  (24 floréal an II), il est reconnu et assassiné par des Chouans[pourquoi ?] en traversant le petit bourg de Beaucé, à quelques kilomètres au sud-est de Fougères.

### Mariage et descendance
De son mariage en 1771 avec Marie-Élisabeth Caussy naissent douze enfants, dont sept fils : 
- l'aîné, Clément (1772-1841) et le second, Jean-Marie (1773-1841), sont ultérieurement présidents du tribunal de commerce de Quimper et occupent des postes dans la municipalité ;
- les cinq autres fils deviennent négociants à Quimper.